# Wereldkampioenschappen baanwielrennen 1991
De wereldkampioenschappen baanwielrennen 1991 werden van 13 augustus tot en met 18 augustus 1991 gehouden in de Hanns-Martin-Schleyer-Halle in de Duitse stad Stuttgart. Er stonden vijttien onderdelen op het programma, drie voor vrouwen en 12 voor mannen waarvan 7 voor amateurs en 5 voor profs.

## Medailles

### Professionals
| Onderdeel     | Goud | Goud                | Zilver | Zilver            | Brons | Brons          |
| ------------- | ---- | ------------------- | ------ | ----------------- | ----- | -------------- |
| Sprint        |      | [ 1 ]               | FRA    | Fabrice Colas     |       | [ 2 ]          |
| Achtervolging | FRA  | Francis Moreau      | GBR    | Shawn Wallace     | LTU   | Colin Sturgess |
| Keirin        | GER  | Michael Hübner      | ITA    | Claudio Golinelli | FRA   | Fabrice Colas  |
| Puntenkoers   | URS  | Vjatsjeslav Jekimov | FRA    | Francis Moreau    | NED   | Peter Pieters  |
| stayeren      | AUS  | Danny Clark         | SUI    | Peter Steiger     | SUI   | Arno Kuttel    |

### Amateurs
| Onderdeel            | Goud | Goud                                                         | Zilver | Zilver                                                            | Brons | Brons                                                     |
| -------------------- | ---- | ------------------------------------------------------------ | ------ | ----------------------------------------------------------------- | ----- | --------------------------------------------------------- |
| Sprint               | GER  | Jens Fiedler                                                 | GER    | Bill Huck                                                         | AUS   | Gary Neiwand                                              |
| Achtervolging        | GER  | Jens Lehmann                                                 | GER    | Michaël Glockner                                                  | DEN   | Jan Bo Petersen                                           |
| Ploegenachtervolging | GER  | Jens Lehmann Michaël Glockner Stefan Steinweg Andreas Walzer | URS    | Jevgeni Berzin Vladislav Bobrik Vadim Kravchenko Dmitri Neljoebin | AUS   | Brett Aitken Stephen McGlede Shaun O'Brien Stuart O'Grady |
| 1 km tijdrit         | ESP  | José Moreno                                                  | GER    | Jens Glücklich                                                    | TRI   | Gene Samuel                                               |
| Puntenkoers          | SUI  | Bruno Risi                                                   | AUS    | Stephen McGlede                                                   | DEN   | Jan Bo Petersen                                           |
| stayeren             | AUT  | Roland Königshofer                                           | ITA    | David Solari                                                      | GER   | Carsten Podlesch                                          |
| Tandem               | GER  | Emanuel Raasch Eyk Pokorny                                   | CZE    | Lubomír Hargaš Pavel Buráň                                        | FRA   | Frédéric Lancien Denis Lemyre                             |

### Vrouwen
| Onderdeel     | Goud | Goud           | Zilver | Zilver         | Brons | Brons             |
| ------------- | ---- | -------------- | ------ | -------------- | ----- | ----------------- |
| Sprint        | NED  | Ingrid Haringa | GER    | Annett Neumann | USA   | Connie Paraskevin |
| Achtervolging | GER  | Petra Rossner  | USA    | Janie Eickhoff | FRA   | Marion Clignet    |
| Puntenkoers   | NED  | Ingrid Haringa | BEL    | Kristel Werckx | USA   | Janie Eickhoff    |

### Medaillespiegel
| Plaats | Land                | Goud | Zilver | Brons | Totaal |
| 1      | Duitsland           | 6    | 4      | 1     | 11     |
| 2      | Nederland           | 2    | 0      | 1     | 3      |
| 3      | Frankrijk           | 1    | 2      | 3     | 6      |
| 4      | Australië           | 1    | 1      | 2     | 4      |
| 5      | Zwitserland         | 1    | 1      | 1     | 3      |
| 6      | Sovjet-Unie         | 1    | 1      | 0     | 2      |
| 7      | Oostenrijk          | 1    | 0      | 0     | 1      |
| 7      | Spanje              | 1    | 0      | 0     | 1      |
| 9      | Italië              | 0    | 2      | 0     | 2      |
| 10     | Verenigde Staten    | 0    | 1      | 2     | 3      |
| 11     | Verenigd Koninkrijk | 0    | 1      | 1     | 2      |
| 12     | België              | 0    | 1      | 0     | 1      |
| 12     | Tsjechië            | 0    | 1      | 0     | 1      |
| 14     | Denemarken          | 0    | 0      | 2     | 2      |
| 15     | Trinidad en Tobago  | 0    | 0      | 1     | 1      |
| Totaal | Totaal              | 14   | 15     | 14    | 43     |